# Theobald Ziegler
Theobald Ziegler, född den 9 februari 1846 i Göppingen (Württemberg), död den 1 september 1918 på ett fältlasarett i Elsass, var en tysk pedagog och filosof.
Ziegler, länge gymnasielärare, var professor i filosofi i Strassburg 1886–1911. I religiösa frågor var han påverkad av Strauss, i sociala av Lange. Sin största betydelse hade Ziegler genom sin förtjänstfulla Geschichte der Pädagogik (1895; 3:e upplagan 1909) och sina Straussforskningar, In Sachen des Strauss’schen Buches "Der alte und der neue Glaube" (1874) och D. Fr. Strauss (1908). Bland hans många övriga skrifter kan nämnas Geschichte der Ethik (2 band, 1881–86; 2:a upplagan 1892), Die geistigen und sozialen Strömungen des 19:ten Jahrhunderts (1897; folkupplaga 1911), som Karl Warburg i mycket följde i inledningen till sin "Illustrerad svensk litteraturhistoria" (1915), och Allgemeine Pädagogik (1901; 4:e upplagan 1913).